# Adesmia pinifolia
Adesmia pinifolia, leña amarilla o colimamil, es una especie de planta con flores de leguminosas de la subfamilia Faboideae. Vive entre 2.000 y 3.500 m s. n. m. en el sur de la cordillera de los Andes.

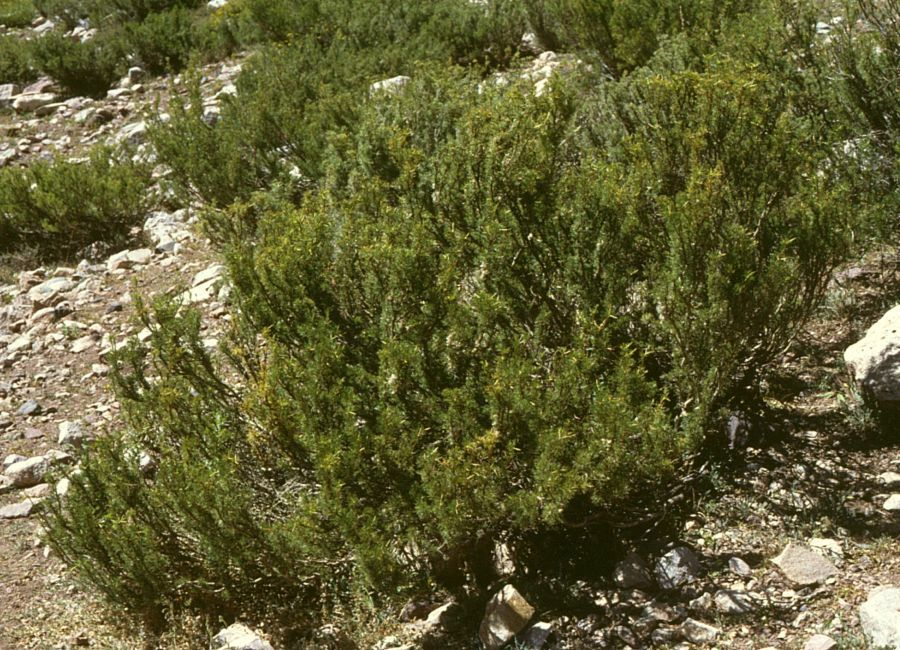
Vista de la planta

## Descripción
Es el arbusto más alto de la cordillera, perenne, ramas erectas, corteza amarilla, poco espinoso, hojas aciculares de 1-2,5 cm de largo, enmanojadas, flores diminutas, amarillas; frutos muy plumosos.

## Taxonomía
Adesmia pinifolia fue descrita por Hook. & Arn. y publicado en Botanical Miscellany 3: 192. 1833.
Etimología
Adesmia: nombre genérico que deriva de las palabras griegas: 
a- (sin) y desme (paquete), en referencia a los estambres libres.
pinifolia: epíteto latíno que significa "con las hojas del pino"
Sinonimia
- Patagonium pinifolium (Hook. & Arn.) Kuntze[4][5]

Etimología
De la sp. pinifolia, es por la semejanza con las acículas de pino.